# Neoplocaederus parallelus
Neoplocaederus parallelus es una especie de escarabajo longicornio del género Neoplocaederus, tribu Cerambycini, subfamilia Cerambycinae. Fue descrita científicamente por Atkinson en 1953.

## Descripción
Mide 23-31 milímetros de longitud.

## Distribución
Se distribuye por Malaui, República de Sudáfrica, Transvaal y Zimbabue.